# Edenderry (comté d'Offaly)
Pour les articles homonymes, voir Edenderry.
Edenderry (en irlandais : Eadán Doire) est une ville du comté d'Offaly en Irlande.
La ville d'Edenderry compte 7 359 habitants en 2016.
Le Grand Canal passe à proximité de la ville, au sud.

## Histoire
Au XVIe siècle, la ville s'appelait Coolestown, nom dû à la famille de Cooley ou de Cowley qui y avait un château, défendu en 1599 contre la rébellion du Comte de Tyrone. Elle est ensuite passée par mariage à la famille Blundell qui a été limogée en 1691 par l'armée de James II.
La terre des Blundell est passée par la suite au marquis de Downshire qui a surmonté l'opposition antérieure des sœurs Blundell à l'établissement d'une branche du Grand Canal jusqu'à Edenderry et a payé le coût des 692 £ du projet achevé en 1802.
En 1716, l'industrie florissante du tissage de la laine, fondée par les Quakers, employait environ 1 000 personnes.
En 1911, la ville comptait 2 204 habitants.
D'autres industries se sont installées comme l'usine de Daniel Alesbury qui a réalisé une grande variété de travaux liés au bois ou encore la première voiture fabriquée en Irlande, l'Alesbury, en 1907.